# Красувка (Більський повіт)
Красувка (пол. Krasówka) — село в Польщі, у гміні Ломази Більського повіту Люблінського воєводства. Населення — 179 осіб (2011).

## Історія
За даними етнографічної експедиції 1869—1870 років під керівництвом Павла Чубинського, у селі переважно проживали греко-католики, які розмовляли українською мовою.
У 1975—1998 роках село належало до Білопідляського воєводства.

## Демографія
Демографічна структура станом на 31 березня 2011 року:
|          | Загалом | Допрацездатний вік | Працездатний вік | Постпрацездатний вік |
| -------- | ------- | ------------------ | ---------------- | -------------------- |
| Чоловіки | 92      | 21                 | 64               | 7                    |
| Жінки    | 87      | 23                 | 45               | 19                   |
| Разом    | 179     | 44                 | 109              | 26                   |